# Сан-Кристован (футбольный клуб)
«Футбольный и регатный клуб „Сан-Кристован“» (порт.-браз. São Cristóvão de Futebol e Regatas) — бразильский футбольный клуб из города Рио-де-Жанейро.
Команда играет на стадионе имени Роналдо, названного в честь футболиста в 2013 году. Будущий игрок сборной Бразилии Роналдо играл за «Сан-Кристован» на молодёжном уровне на протяжении трёх лет.

## История
«Регатный клуб „Сан-Кристован“» был основан 12 октября 1898 года в одноимённом районе Рио-де-Жанейро, как ключ любителей регаты. 5 июля 1909 года в этом же районе появилась команда «Спортивный клуб „Сан-Кристован“» (порт.-браз. São Christóvão Athletic Club), который специализировался исключительно на футболе. 1 августа 1909 года клуб провёл свою первую игру, в котором проиграл «Пьедаде» со счётом 1:5.
Клуб выигрывал городской чемпионат Рио-де-Жанейро в 1918, 1928, 1933 и 1937 годах. Но самым большим достижением команды стала победа в чемпионате штата в 1926 году, в розыгрыше которого клуб забил 70 голов в 18 играх. А главный тренер клуба, Луис Аугусто Виньяэс, в будущем стал главный тренером сборной Бразилии. Далее игра команды пошла на спад, и этот титул остался единственным, выигранным «Сан-Кристованом». Наиболее близко клуб приблизился к этому результату в 1934 году, когда команда стала второй в розыгрыше первенства.
13 февраля 1943 года регатный и футбольный клубы объединились. Новая команда получила название «Футбольный и регатный клуб „Сан-Кристован“», а также правопреемственность достижений футбольной команды.
«Сан-Кристован» — единственный клуб мира, который выступает во всех матчах в белой форме. Согласно специальному решению ФИФА, даже если «Сан-Кристован» будет играть в гостях против мадридского «Реала», именно испанская команда будет вынуждена выступать в гостевой форме.

## Достижения
- Чемпион штата Рио-де-Жанейро (1): 1926

## Известные игроки
На молодёжном уровне в 1990—1993 годах за клуб выступал Роналдо.

### Игроки сборной
| Игроки «Сан-Кристована» на крупных международных турнирах | Игроки «Сан-Кристована» на крупных международных турнирах | Игроки «Сан-Кристована» на крупных международных турнирах |
| Игрок                                                     | Позиция                                                   | Турнир                                                    |
| --------------------------------------------------------- | --------------------------------------------------------- | --------------------------------------------------------- |
| Алваро Мартинс                                            | полузащитник                                              | Чемпионат Южной Америки 1919, 1920                        |
| Леандро Карнавал                                          | нападающий                                                | Чемпионат Южной Америки 1921                              |
| Нези                                                      | полузащитник                                              | Чемпионат Южной Америки 1922                              |
| Зе Луис                                                   | защитник                                                  | Чемпионат мира 1930                                       |
| Теофило                                                   | нападающий                                                | Чемпионат мира 1930                                       |
| Дока                                                      | нападающий                                                | Чемпионат мира 1930                                       |
| Афонсиньо                                                 | полузащитник                                              | Чемпионат Южной Америки 1937 Чемпионат мира 1938          |
| Роберто                                                   | нападающий                                                | Чемпионат мира 1938                                       |
| Алтамиро                                                  | нападающий                                                | Чемпионат Южной Америки 1963                              |